# Хатем Трабелсі
Хатем Трабелсі (араб. حاتم الطرابلسي, *нар. 25 січня 1977, Ар'яна) — туніський футболіст, що грав на позиції захисника.

## Клубна кар'єра
У дорослому футболі дебютував 1997 року виступами за команду клубу «Сфаксьєн», в якій провів чотири сезони, взявши участь у 103 матчах чемпіонату.
Своєю грою за цю команду привернув увагу представників тренерського штабу клубу «Аякс», до складу якого приєднався 2001 року. Відіграв за команду з Амстердама наступні п'ять сезонів своєї ігрової кар'єри.
Протягом 2006–2007 років захищав кольори команди клубу «Манчестер Сіті».
Завершив професійну ігрову кар'єру у клубі «Аль-Гіляль», за команду якого виступав у 2007 році.

## Виступи за збірну
У 1998 році дебютував в офіційних матчах у складі національної збірної Тунісу. Протягом кар'єри у національній команді, яка тривала 9 років, провів у формі головної команди країни 61 матч, забивши 1 гол.
У складі збірної був учасником чемпіонату світу 1998 року у Франції, Кубка африканських націй 2000 року у Гані та Нігерії, чемпіонату світу 2002 року в Японії і Південній Кореї, Кубка африканських націй 2002 року у Малі, Кубка африканських націй 2004 року у Тунісі, здобувши того року титул континентального чемпіона, розіграшу Кубка Конфедерацій 2005 року у Німеччині, чемпіонату світу 2006 року у Німеччині, Кубка африканських націй 2006 року в Єгипті.

## Титули і досягнення
- Переможець Кубка африканських націй: 2004

Ередивізі
- Переможець (2): 2001-02, 2003-04

Кубок Нідерландів
- Переможець (2): 2001-02, 2005-06

Суперкубок Нідерландів
- Переможець (2): 2002, 2005